# 王仲岏
王仲岏，後來避宋钦宗讳改名仲山，宋王珪第四子，曾任承事郎。他是秦桧的岳父。據《玉照新志》紀述：「秦檜初擢第，王仲岏以其子妻之」。相傳王仲岏曾任撫州知府，「當年金兵還沒打到撫州城下時，王仲岏就大開城門投降」。
大姐夫為外甥女李清照父李恪非，三姐夫為鄭居中。